# Janet Thompson
Janet A. Thompson (Londres, Inglaterra, 15 de março de 1956) é uma ex-patinadora artística britânica, que competiu na dança no gelo. Com Warren Maxwell ela conquistou uma medalha de prata em campeonatos mundiais e foi duas vezes campeã do campeonato nacional britânico. Blumberg e Seibert disputaram os Jogos Olímpicos de Inverno de 1976, terminando na oitava posição.

## Principais resultados

### Com Warren Maxwell
| Resultados                                            | Resultados    | Resultados    | Resultados    | Resultados       | Resultados      | Resultados    | Resultados    | Resultados    | Resultados    | Resultados    | Resultados    | Resultados    | Resultados    | Resultados    | Resultados    |  |
| Internacional                                         | Internacional | Internacional | Internacional | Internacional    | Internacional   | Internacional | Internacional | Internacional | Internacional | Internacional | Internacional | Internacional | Internacional | Internacional | Internacional |  |
| Evento/Temporada                                      | 1973– 1974    | 1974– 1975    | 1975– 1976    | 1976– 1977       | 1977– 1978      | 1978– 1979    |               |               |               |               |               |               |               |               |               |  |
| ----------------------------------------------------- | ------------- | ------------- | ------------- | ---------------- | --------------- | ------------- | ------------- | ------------- | ------------- | ------------- | ------------- | ------------- | ------------- | ------------- | ------------- |  |
| Jogos Olímpicos                                       |               |               | 8.ª           |                  |                 |               |               |               |               |               |               |               |               |               |               |  |
| Campeonato Mundial                                    | 11.ª          | 8.ª           | 6.ª           | Medalha de prata | 4.ª             | 5.ª           |               |               |               |               |               |               |               |               |               |  |
| Campeonato Europeu                                    | 8.ª           | 7.ª           | 8.ª           | 4.ª              | 4.ª             |               |               |               |               |               |               |               |               |               |               |  |
| Nacional                                              |               |               |               |                  |                 |               |               |               |               |               |               |               |               |               |               |  |
| Campeonato Britânico                                  |               |               |               | Medalha de ouro  | Medalha de ouro |               |               |               |               |               |               |               |               |               |               |  |
|                                                       |               |               |               |                  |                 |               |               |               |               |               |               |               |               |               |               |  |
| Legenda: Competição não foi disputada nesta temporada |               |               |               |                  |                 |               |               |               |               |               |               |               |               |               |               |  |